# Hrady a opevnění krále Eduarda I. v Gwyneddu
Hrady a opevnění krále Eduarda I. v Gwyneddu jsou od roku 1986 památkou zapsanou na seznamu Světového dědictví Unesco. Jde o čtyři hrady, které dal vybudovat anglický král Eduard I. v Gwyneddu v severním Walesu v 13. století po dobytí Walesu:
- Beaumaris Castle, Anglesey
- Caernarfon Castle, Caernarfon
- Conwy Castle, Conwy
- Harlech Castle, Harlech

## Galerie

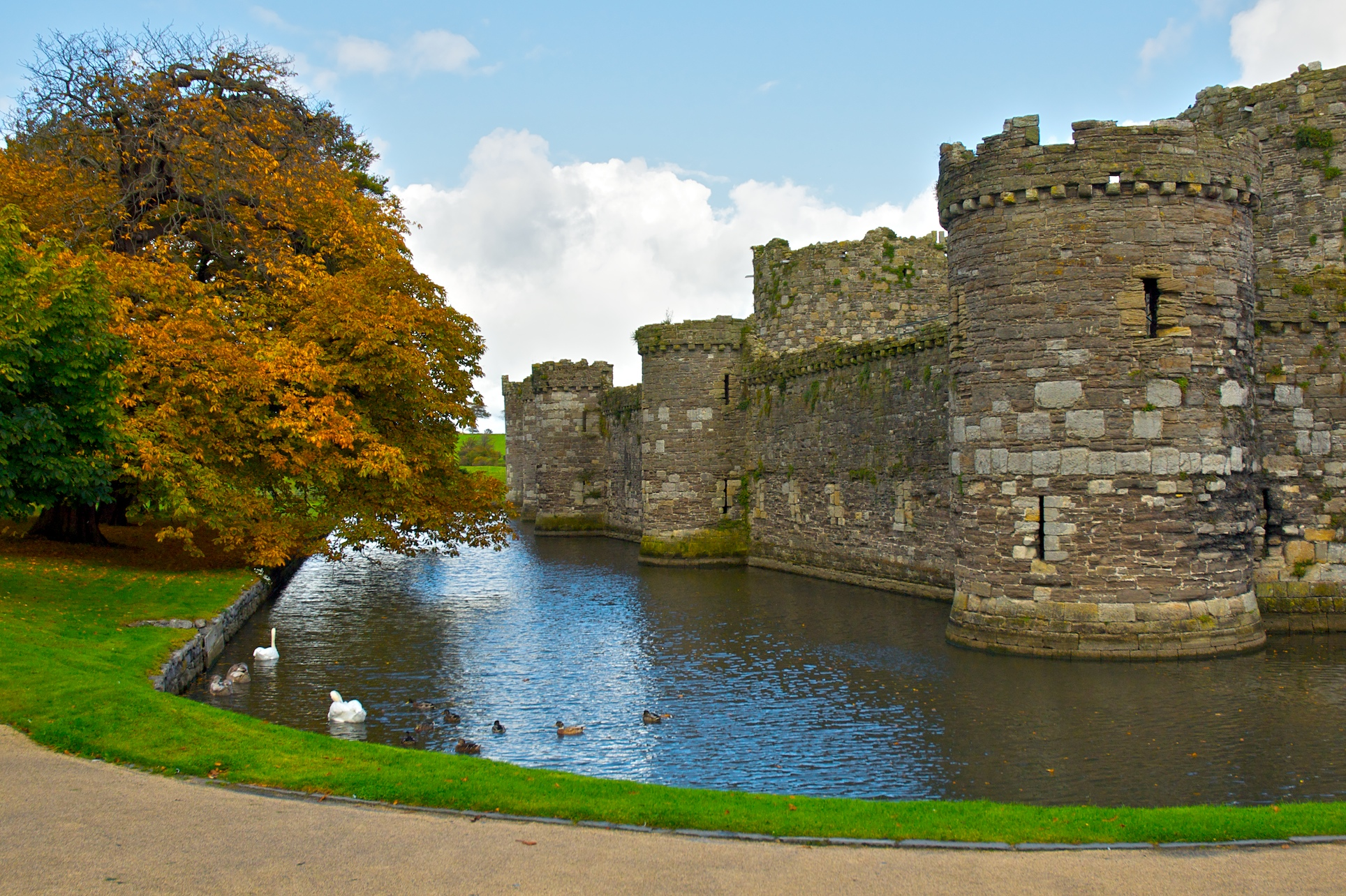
Beaumaris Castle
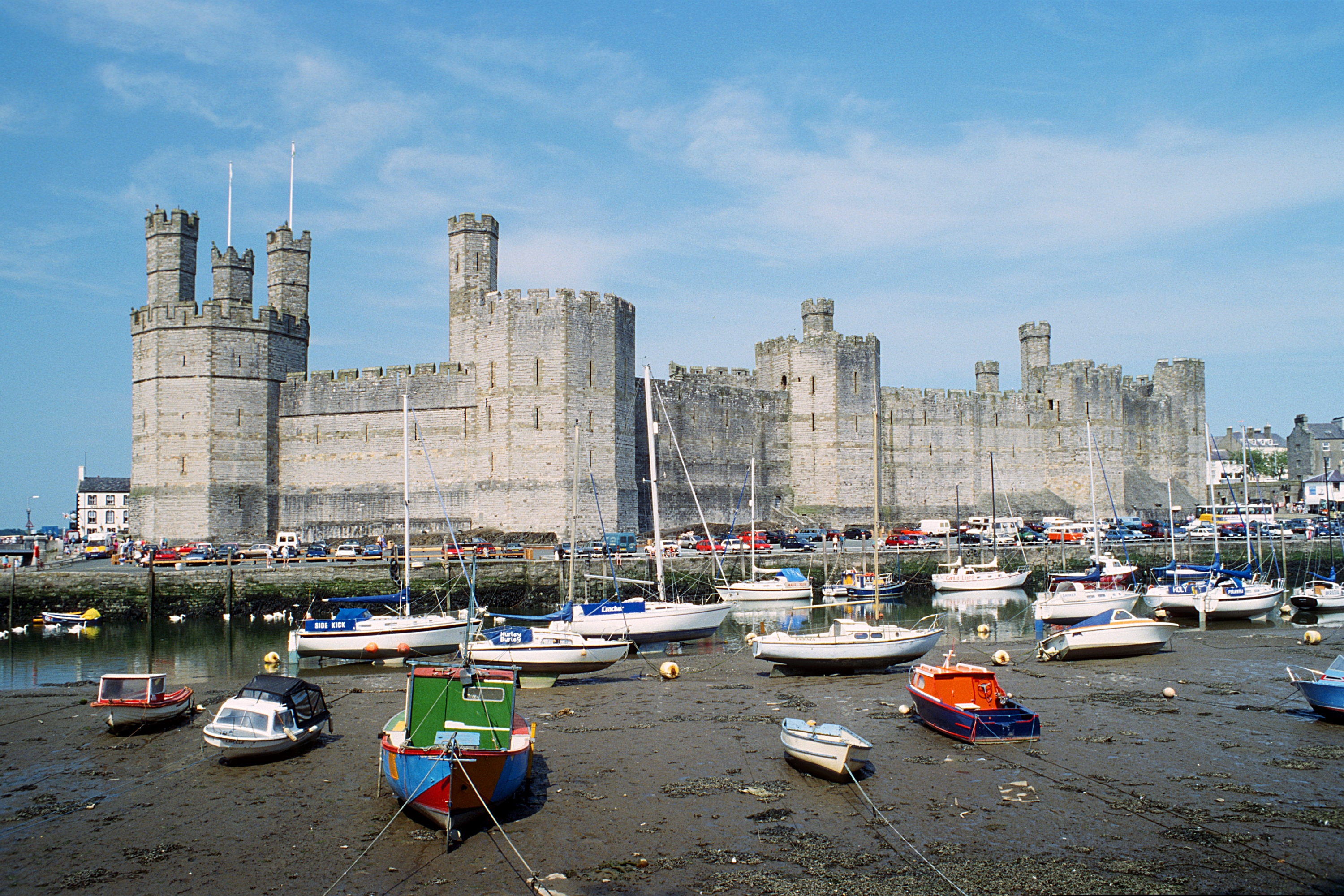
Caernarfon Castle
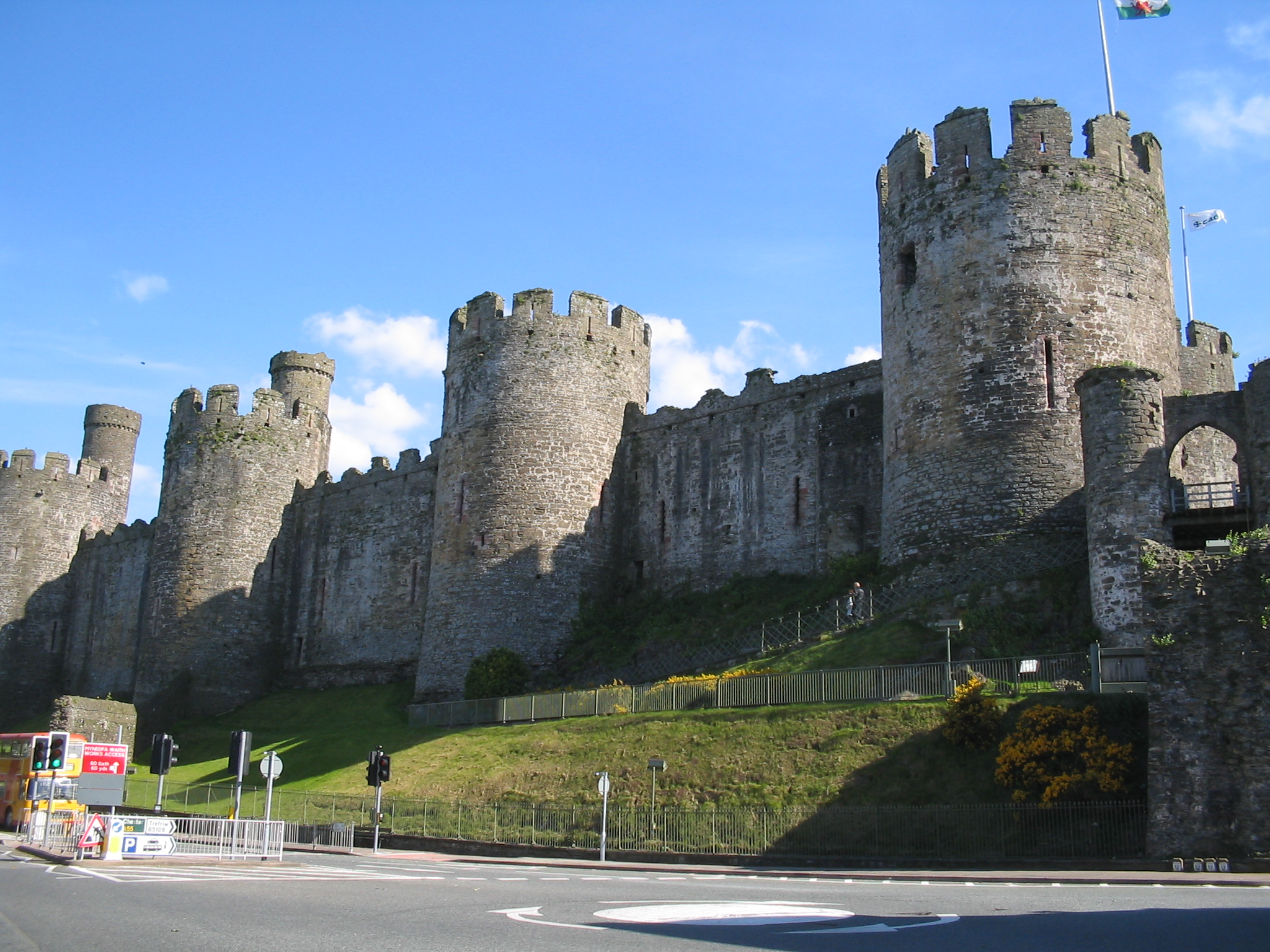
Conwy Castle
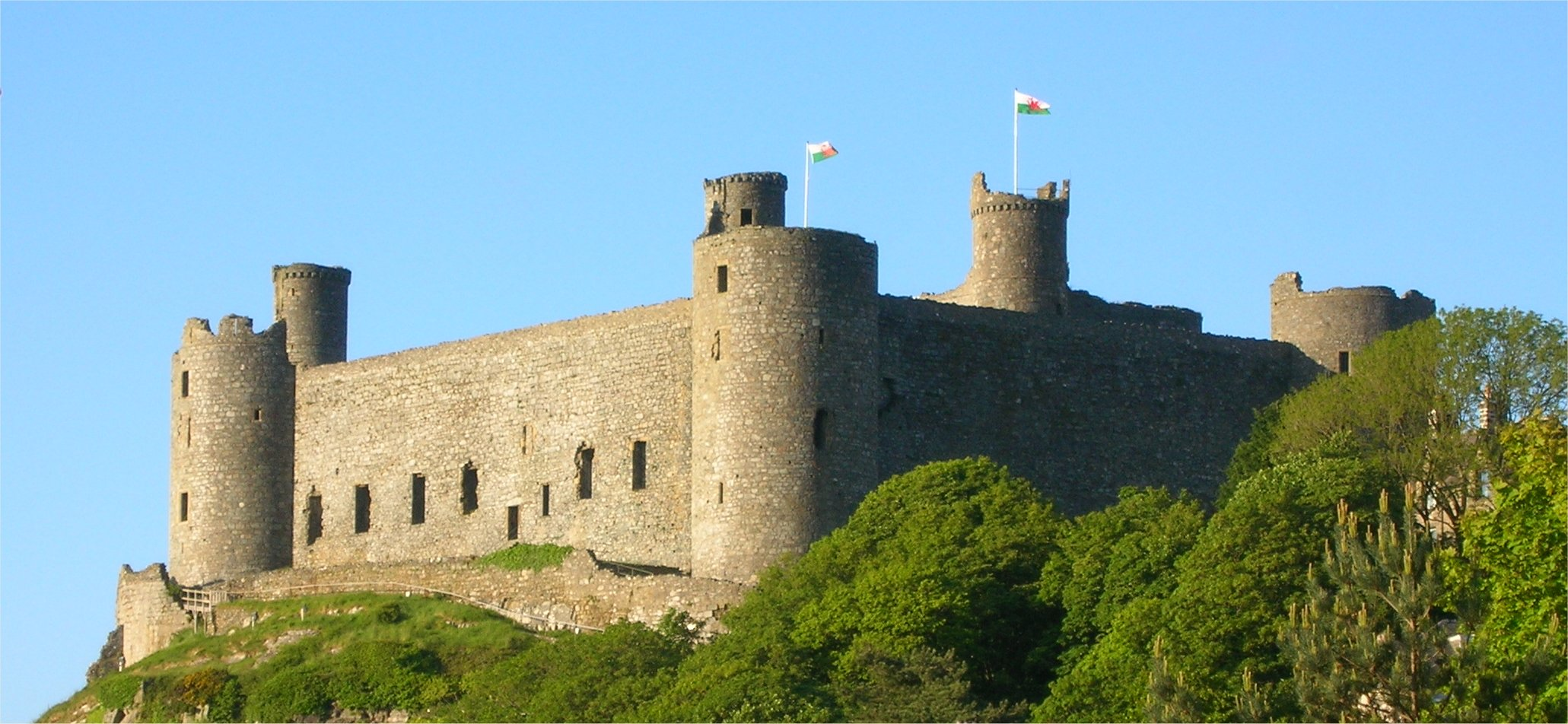
Harlech Castle